# Bulbophyllum surigaense
Bulbophyllum surigaense là một loài phong lan thuộc chi Bulbophyllum.